# Майкъл Хейстингс
Майкъл Хейстингс (на английски: Michael Hastings) е американски журналист, писател, редактор на Rolling Stone, и репортер на BuzzFeed.

## Биография
Майкъл Хейстингс израства в Ню Йорк, Канада, и Върмонт и посещава университета в Ню Йорк. Става известен след отразяването на войната в Ирак за Newsweek през 2000-те. След като неговата годеница, Андреа Пархамович, е убита, когато колата ѝ попада в засада в Ирак, Хейстингс пише първата си книга „Аз загубих моята любов в Багдад: модерна военна история“ (2008), мемоари за отношенията им и жестоката ѝ смърт.
Получава наградата „Джордж Полк“ за „Генералът беглец“ (The Runaway General, 2010), профил на генерал Стенли Маккристъл, командващ Международните сили на НАТО за поддържане на сигурността по време на войната в Афганистан. Статията документира широко разпространеното презрение към цивилни служители в правителството на САЩ от страна на генерала и неговите служители и довежда до оставката на Маккристъл. Следват „Операторите“ (The Operators, 2012), където е дадено подробно описание на едномесечния му престой с Маккристъл в Европа и Афганистан.
Майкъл Хейстингс става отявлен критик на следенето и надзора, упражнени по време на разследването на журналисти от американското министерство на правосъдието през 2013 г., наричайки ограниченията на свободата на пресата от страна на администрацията на Обама „война на журналистиката“. Последната му статия „Защо демократите обичат да шпионират американците“ е публикувана от BuzzFeed на 7 юни 2013 г.
Той сключва брак с журналистиката Елис Джордан през май 2011 г.
Хейстингс загива в катастрофа със своя Мерцедес C250 приблизително в 4:25 ч. сутринта в Ханкок Парк, квартал на Лос Анджелис на 18 юни 2013 г.. Свидетел на катастрофата заявява, че сякаш е шофирал при максимална скорост на автомобила преди колата да се блъсне в палма. Свидетели твърдят, че двигателят на колата е изхвърлен на 50 до 60 метра от мястото на сблъсъка. Някои съобщения в пресата описват инцидента като подозрителен, макар полицията на Лос Анджелис да заявява, че няма признаци на нечестна игра.
По-рано предния ден Хейстингс заявява, че смята, че е разследван от ФБР. В електронна поща до колегите си той казва, че работи над „голяма история“, че трябва да се „махне от радара“ и че ФБР може да го разпитват. WikiLeaks обявява, че Хейстингс е контактувал с един от техните адвокати няколко часа преди катастрофата, а LA Times съобщава, че е готвил нови доклади за ЦРУ в момента на смъртта си. ФБР публикува изявление, в което се отрича, че Хейстингс е предмет на разследване.